# Società Ginnastica Triestina
La Società Ginnastica Triestina è un'associazione sportiva dilettantistica di Trieste, Stella d'oro CONI al merito sportivo, Medaglia d'oro Ministero della pubblica istruzione al merito della scuola e Collare d'oro CONI al merito sportivo.
Si occupa di pallacanestro, ginnastica, scherma, pallavolo, judo, pugilato e altre arti marziali, danza classica e moderna, yoga e altre discipline sportive.

## Storia

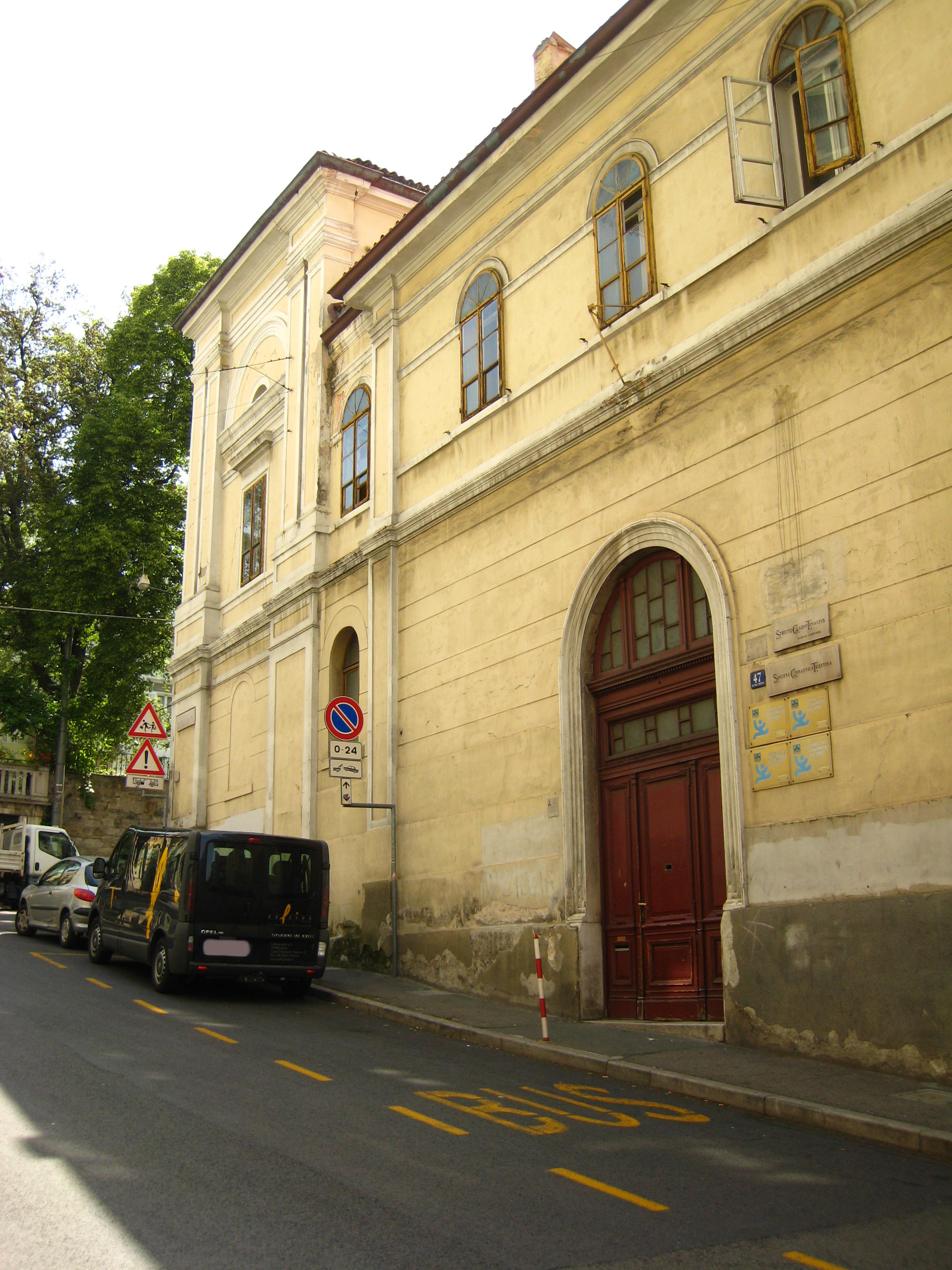
La sede della Società Ginnastica Triestina

La Società Ginnastica Triestina venne fondata nel 1863.
Per più di un secolo è stata il fulcro delle attività sportive del territorio, varcando anche i confini giuliani e rappresentando l'Italia a livello internazionale: alle Olimpiadi di Berlino del 1936 la squadra italiana di ginnastica era quasi tutta triestina, come quella di pallacanestro maschile.
Nella sua lunga tradizione sportiva vanta 125 azzurri, 25 partecipanti alle Olimpiadi, 1 medaglia d'oro olimpica, 19 titoli mondiali, 24 titoli europei e 196 titoli italiani di cui 107 femminili.

## Le sezioni sportive

### Scherma

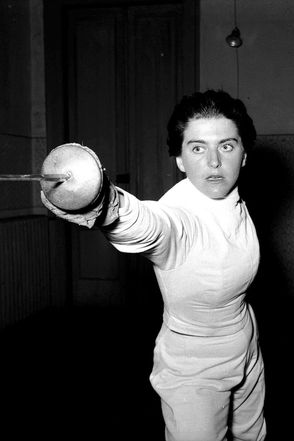
Irene Camber.

La sezione scherma ottiene molti risultati di prestigio tra il 1940 ed il 1965, con Camber, Strukel, Paini, Marzi, Cecovini, Dessanti e tanti altri che vestono la maglia della Nazionale. L'attività ricomincia nell'anno schermistico 2007/2008.
Gli schermidori Greta Odorico e Federico Cortigiani nella spada assieme a Valentina Ferrara e Maria Santuzzo nel fioretto sono spesso ai vertici delle classifiche regionali per le rispettive categorie e spesso a podio in gare nazionali e internazionali. Mariani, Pacher, Tonelli nel fioretto maschile e Politelli, in quello femminile, completano una rosa di atleti capaci di arrivare spesso alle finali delle competizioni regionali delle loro rispettive categorie e di ben figurare a livello nazionale. Il maestro responsabile di sala è Lorenza Bocus, coadiuvata dall'istruttore Alex Kornfeind e dall'allievo istruttore Matteo Gallo.
Il palmarès della sezione scherma comprende:
- Olimpiade Helsinki 1952 · Irene Camber Medaglia d'Oro
- CdM Bruxelles 1953 · Irene Camber Medaglia d'Oro
- CdM Parigi 1957 · Irene Camber Medaglia di Bronzo